# Lac-Despinassy
Pour les articles homonymes, voir Despinassy.
Lac-Despinassy est un territoire non organisé situé dans la municipalité régionale de comté d'Abitibi, dans la région administrative de l'Abitibi-Témiscamingue, au Québec.

## Géographie
Lac-Despinassy est un territoire non organisé du nord-est de la région de l'Abitibi-Témiscamingue. Un hameau formé de quelques maisons, nommé simplement « Despinassy » se trouve toujours à l'angle de la route 397 et du chemin des 3e et 4e Rangs. Il s'agit en réalité des reliques d'un ancien village, d'ampleur nettement plus étendue.

## Histoire
Lac-Despinassy est aujourd'hui formé de vastes étendues de territoire forestier dont la population avoisine d'une dizaine à une trentaine de personnes selon les derniers recensements effectués. La population du secteur n'a cependant pas toujours été aussi faible. L'industrie forestière et la colonisation du territoire abitibien durant les années 1950 pousse plusieurs familles à s'établir dans le secteur de Despinassy. Il s'y trouvait au début de la deuxième moitié du 20e siècle plus de 150 familles, une école, une église construite en 1979 et un grand magasin général. La population est estimée à environ 1 500 personnes durant les années 1960. La ville décroît rapidement durant les années 1970 lorsque pratiquement toute la population, formée notamment d'agriculteurs, quitte pour aller travailler dans les mines du sud ou de la Baie-James.
D'un point de vue administratif, déjà en déclin démographique, il est constitué le 1er janvier 1986, le territoire non organisé de Lac-Despinassy.

## Démographie
| 2001 | 2006 | 2011 | 2016 | 2021 |
| ---- | ---- | ---- | ---- | ---- |
| 32   | 25   | 15   | 10   | 21   |

## Tourisme
- Il est nécessaire d'emprunter un chemin de gravier pour se rendre à Despinassy à partir de Rochebaucourt. La station-service la plus près se situe à Barraute. Lac-Despinassy offre plusieurs lieux propices à la chasse, la pêche et beaucoup d'autres activités en plein air.